# Qaushiq Mukherjee
Pour les articles homonymes, voir Mukherjee.
Qaushiq Mukherjee (populairement connu sous le nom de Q), né à Calcutta en 1975, est un réalisateur, scénariste et producteur indien, aussi directeur de la photographie et monteur. Il est principalement connu pour son film culte controversé Gandu (en).

## Biographie
Mukherjee grandit à Kolkata (Calcutta) et suit les cours à la South Point High School (en). Puis il obtient ses Honours degree en arts à l'université de Calcutta. Il travaille dans la publicité pendant douze ans en Inde, aux Maldives et au Sri Lanka.
Il est le fondateur et PDG de la société de production de cinéma Overdose Joint.

## Filmographie partielle

### Cinéma
- 2009 : Bishh
- 2009 : Love in India
- 2010 : Gandu
- 2012 : Tasher Desh
- 2013 : I Want to Be an American
- 2015 : Le Jeu maudit (Ludo)
- 2015 : X: Past Is Present
- 2016 : Brahman Naman
- 2018 : Garbage
- 2018 : Nabarun (documentaire)

### Télévision
- 2010 : Rappers, Divas and Virtuosos (série TV)
- 2018 : Zero KMS (série TV)
- 2019 : Taranath Tantrik (série TV)